# Kamel Adjas
Kamel Adjas est un footballeur international algérien né le 3 février 1963 à Sétif. Il évoluait au poste d'arrière gauche.

## Biographie

### Joueur de l'ESSetif
Kamel Adjas joue au club de l'ES Sétif. Avec cette équipe, il remporte notamment un titre de champion d'Algérie, une Coupe d'Algérie, et une Coupe des clubs champions africains.

### Joueur en équipe nationale d'Algérie
Kamel Adjas reçoit 23 sélections en équipe d'Algérie entre 1988 et 1992. Toutefois, certains sources mentionnent 27 sélections. Il débute en équipe nationale le 13 novembre 1988, contre le Mali, sous la houlette de Kamel Lemoui. Il participe avec la sélection algérienne à deux Coupes d'Afrique des nations, en 1990 puis en 1992. Lors de l'édition 1990 organisée dans son pays natal, il joue trois matchs, notamment la demi-finale remportée face au Sénégal. L'Algérie remporte le tournoi en battant le Nigeria en finale. Lors de l'édition 1992, il ne joue qu'une seule rencontre, l'Algérie ne parvenant pas à dépasser le premier tour.

## Palmarès
- Champion d'Algérie en 1987 avec l'ES Sétif
- Vice-champion d'Algérie en 1983 et 1986 avec l'ES Sétif
- Vainqueur de la Coupe d'Algérie en 1989 avec l'ES Sétif
- Vainqueur de la Coupe des clubs champions africains en 1988 avec l'ES Sétif
- Vainqueur de la Coupe afro-asiatique des clubs en 1989 avec l'ES Sétif

### Équipe d'Algérie
- Vainqueur de la Coupes d'Afrique des nations en 1990 avec l'équipe d'Algérie
- Vainqueur de la Coupe afro-asiatique des nations en 1991 avec l'équipe d'Algérie